# Péricles de Oliveira Ramos
Péricles de Oliveira Ramos, mais conhecido como Péricles (2 de janeiro de 1975), é um ex-futebolista brasileiro que atuava como zagueiro.

## Carreira
Frequentou todas as seleções nacionais a partir da categoria infanto-juvenil. Péricles disputou o Campeonato Mundial de Futebol Sub-17 de 1991 pela Seleção Brasileira, quando o Brasil foi desclassificado nas quartas de final pela Seleção Ganesa de Futebol que se consagraria campeã deste torneio.
Foi revelado pelo Matsubara.